# Calathea oblonga
Calathea oblonga är en strimbladsväxtart som först beskrevs av Carl Friedrich Philipp von Martius, och fick sitt nu gällande namn av Friedrich August Körnicke. Calathea oblonga ingår i släktet Calathea och familjen strimbladsväxter. Inga underarter finns listade.